# 日向まさみち
日向 まさみち（ひなた まさみち、1980年 - ）は、日本の小説家。京都府出身。

## 経歴・人物
京都市在住。京都府立大学文学部在学中（7年生）に、投稿作「本格推理委員会」で第1回ボイルドエッグズ新人賞を受賞し、2004年に同作で作家デビュー。ミステリーとライトノベルを融合させた作風で高校生を描いた。その後、大学を中退し、進学塾の講師となった。2008年、塾講師を辞めると同時に同志社大学商学部に入学し、2011年には、同大学で学びながら執筆活動を再開していた。

## 著作一覧
- 本格推理委員会（2004年、単行本、産業編集センター） 
  - 文庫版（2006年、角川文庫）
- ロンリー・コンバット!（2011年、単行本、角川書店）